# 이누야마성

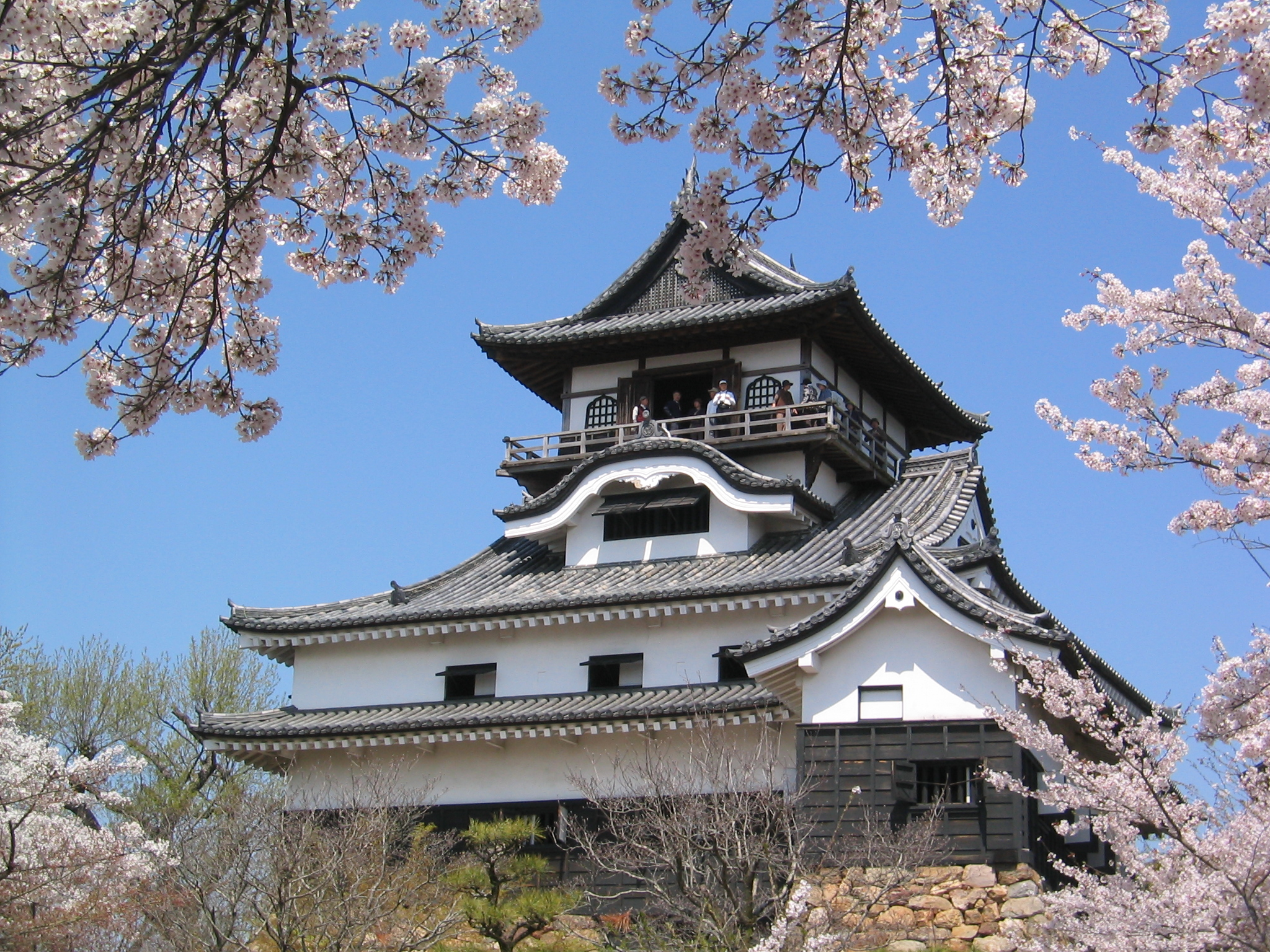
천수

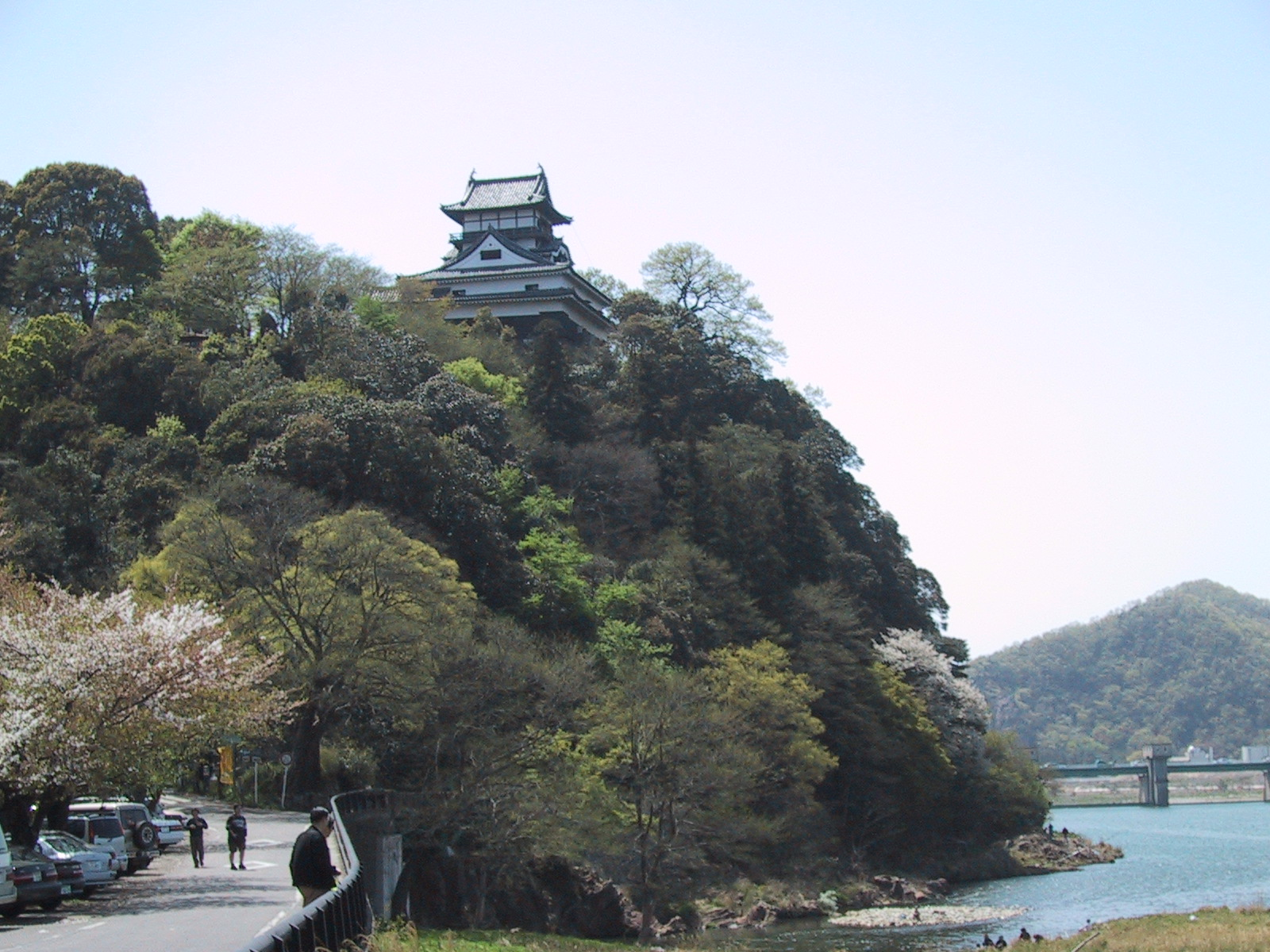
이누야마 성

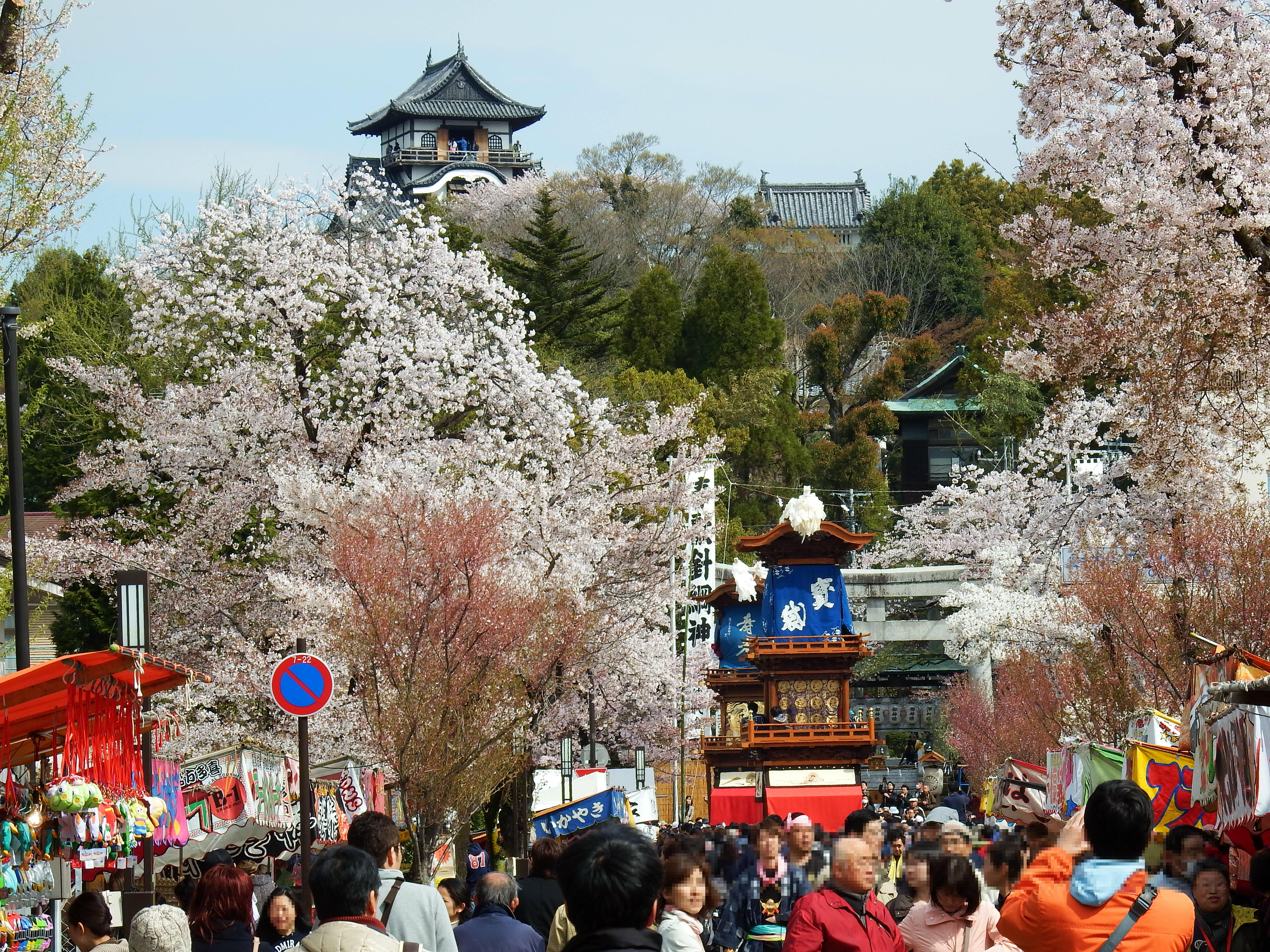
이누야마 마쓰리

이누야마성(일본어: 犬山城 이누야마조[*])는 아이치현 이누야마시에 있는 소규모 성곽이다. 1935년 천수각이 일본의 국보로 지정되었다.

## 역사
이누야마 성을 별명인 하쿠테이 성이라고도 부른 기록이 존재하는데 왜냐면 에도 시대 유학자 오규 소라이가 이백이 백제성에 관해 남긴 시에서 영감을 받아 이누야마 성을 하투테이 성이라고 부르기도 하였다. 하지만 하쿠테이 성이라는 명칭은 널리 알려진 것이 아니며 정식 명칭은 이누야마 성이다. 이누야마성은 기소강 연안에 위치해 있다.

### 센고쿠 시대
1469년 오다 히로치카가 이 지역에 도리데를 쌓은 것이 시초라고 전해진다. 1537년 오다 노부야스는 거성 기노시타 성을 폐성시키고 현재 위치에 성곽을 조성해 이주한다. 지금 존재하는 천수의 2층까지는 이 시기에 만들어졌다고 한다. 노부야스가 사이토 도산과의 전투에서 전사해 그의 아들 노부키요가 성주로 되지만, 오다 노부나가와 대립한 끝에 1564년 노부나가로부터 공격을 받아 성을 빼앗긴다. 이후, 이케다 쓰네오키, 오다 가쓰나가등이 성주로 역임한다.

### 아즈치모모야마 시대
혼노지의 변 후에는 오다 노부카쓰의 지배하의 가신 나카가와 사다나리가 성주로 되었지만, 1584년 전(前) 이누야마성 성주였던 이케다 쓰네오키가 기습을 해 빼앗는다. 이 일은 고마키·나가쿠테의 전투가 임박했음을 알리는 전초전이었다. 전후 다시 오다 노부카쓰의 성이 되지만, 그가 실각한 후에는 미요시 요시후사 등이 성주로 역임한다.
도요토미 정권기에는 이시카와 사다키요가 성주로 되고, 미노국 가나야마성의 천수를 이축해 왔다고 전해진다. 하지만, 1961년 해체 수리한 결과, 이축의 흔적을 좀처럼 찾지 못했다. 이 때문에, 현재 이 이축설은 사실이 아닐 가능성이 높다.

### 에도 시대
성주 이시카와 사다키요는 세키가하라 전투에서 서군에 속했기 때문에 몰락하고, 1601년 오가사와라 요시쓰구가 뒤이어 1607년 히라이와 지카요시가 성주로 된다. 지카요시가 죽은 후 6년간 성주의 공백기간을 거쳐, 1617년 나루세 마사나리가 성주로 되고, 천수에 가라하후가 증측된다. 이후 에도 시대를 거쳐 나루세씨 9대의 거성이 되었다.

### 메이지 시대 이후
폐번치현으로 폐성되었지만, 1891년 노비 지진에서 천수의 일부와 망루, 성문 등이 무너졌기 때문에, 1895년 성을 보수하는 조건으로 옛 이누야마 번주 나루세 마사미쓰에 무상으로 양도 한다.
일본에서 유일한 개인소유의 성이었으나, 2004년 4월부터 재단법인 이누야마 성 하쿠테이 분코(犬山城白帝文庫)에 이관되었다.

## 남아있는 건조물
센고쿠 시대의 천수가 현존하고 있고, 1935년 국보보존법으로 국보(舊국보)로 지정되었고, 1952년 문화재보호법으로 개정되어 다시금 국보(新국보)로 지정되었다.
또, 폐번치현 때 불하했던 건축물로써 야라이 문은 센슈인에, 구로 문은 도쿠린지에, 마쓰노마루 문이 센슈지에, 우치다 문이라 전해지는 성문은 즈이센지에 각각 이축되어 현존한다. 또, 어디에 있던 문인가 불명확하지만, 몇갠가가 렌센지외에 다른곳에 이축되어 현존하고 있다.

## 교통
- 메이테쓰 이누야마 역 또는 이누야마유엔 역에서 걸어서 15분

## 같이 보기
- 천수가 국보인 성
  - 마쓰모토성
  - 이누야마 성
  - 히메지성
  - 히코네성
  - 마쓰에 성